# Lufthansa

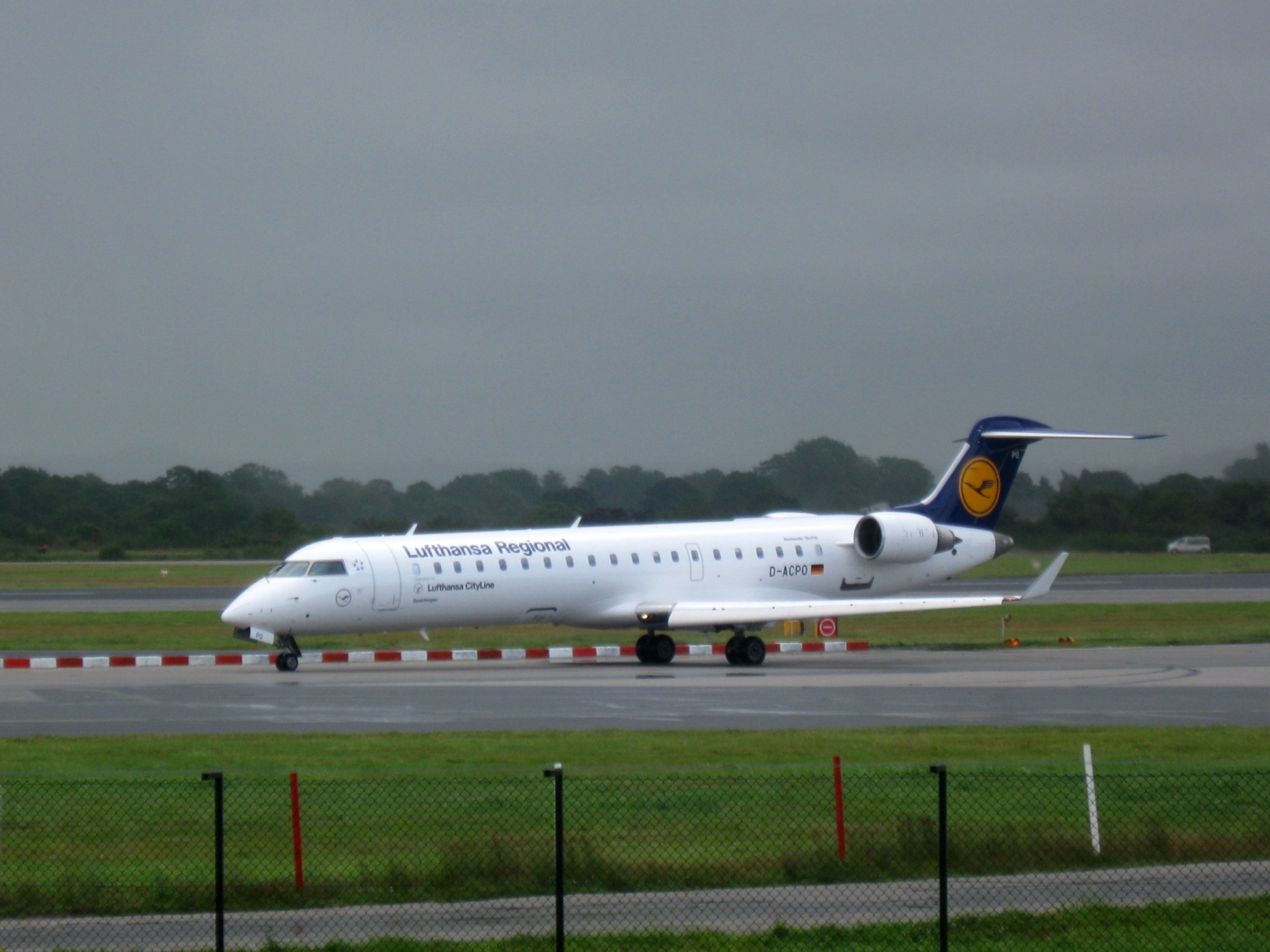

Deutsche Lufthansa AG (ISIN: DE0008232125) (pronunță [dɔɪtʃə ˈlʊftˌhanza], pronunție aproximativă: 'doi-ce 'luft-han-za) este cea mai mare companie aeriană germană și din Europa. Numele provine de la Luft (germană "aer"), și Hansa (Liga hanseatică).
Concernul  a apărut la jumătatea anilor 90 pornind de la compania aeriană Lufthansa, având numele Deutsche Lufthansa AG, dar operând și alte companii.  În anul 1994 s-a produs separarea numelui Lufthansa de diviziile de servicii ale companiei aeriene. Astfel au apărut Lufthansa Cargo AG,  Lufthansa Technik AG (LHT) și LSG Lufthansa Service Holding AG (sub marca LSG Sky Chefs, servicii de catering). Deutsche Lufthansa AG este inițiatoarea și fondatoarea Star Alliance (1997), cea mai mare alianță aeriană globală.
Forma de organizare a Deutsche Lufthansa AG se bazează pe conducerea la nivel de concern și separat pe cea a fiecărei companii subsidiare. Printre companiile aparținând concernului se numără și renumitele Swiss și Austrian Airlines (preluată în 2009).

## Istoric
Istoricul companiei Deutsche Lufthansa AG poate fi separat în două perioade:
- Începuturile sub numele Deutsche Luft Hansa Aktiengesellschaft, fondată în 6 ianuarie 1926 (Primele zboruri în 6 aprilie 1926) existând până la sfârșitul regimului nazist, 1945 (în sens juridic până la lichidare în 1951);
- Perioada de la reînființarea din 1953 ca „Aktiengesellschaft für Luftverkehrsbedarf“ (LUFTAG), cu traducere Societatea pe Acțiuni pentru Necesarul de Transport Aerian.

De abia în 1954 numele LUFTAG a putut fi schimbat cu tradiționalul nume Lufthansa, o dată cu reobținera drepturilor de utilizare ale numelui respectiv. Numele Lufthansa, aparținând de Deutsche Lufthansa AG, nu trebuie totuși confundat cu compania aeriană Deutsche Lufthansa fondată în 1 iulie 1955 în RDG. Din punct de vedere juridic primul zbor al Deutsche Lufthansa AG a avut în 1 aprilie 1955, considerat reinaugurarea mărcii Lufthansa.
În anul 1966 au fost emise primele acțiuni  Lufthansa în cadrul bursei DAX. 
Deși profitul Deutsche Lufthansa AG a fost și este mare și cheltuielile au fost de asemenea ridicate, astfel încât s-a în cadrul concernului s-a pus problema eficientizării operaționale. În mai 2012 concernul Deutsche Lufthansa AG a anunțat desființarea a 3500 de locuri de muncă din cele 120.000, printre care 2500 în Germania. Prin programul de eficientizare numit simbolic Score ar trebui ca până în 2014 să se economisească aproape o jumătate de miliard de Euro.
Moment important in isoria Lufthansa cand in 2018 

## Concern

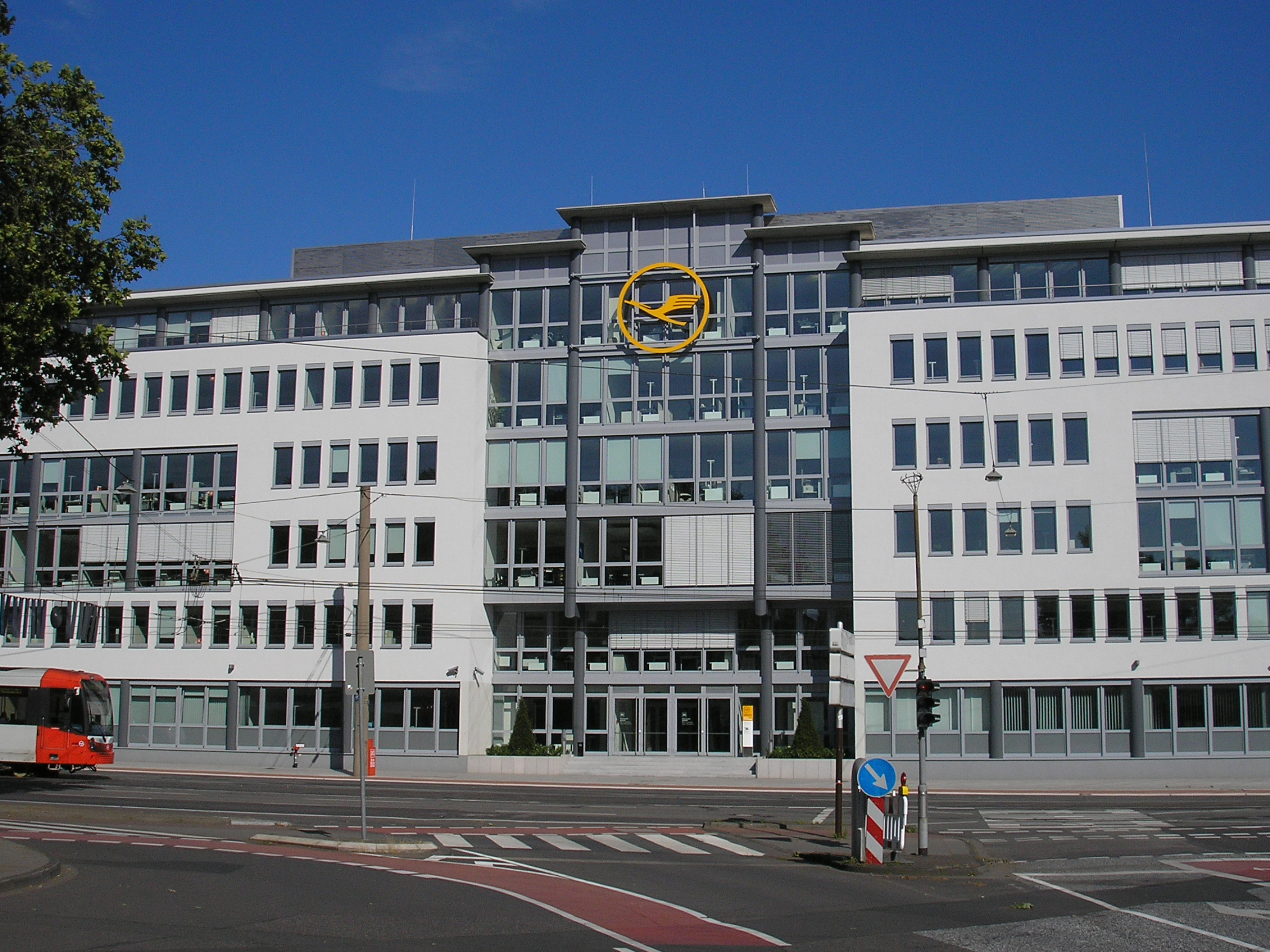
Sediul central al concernului în Köln

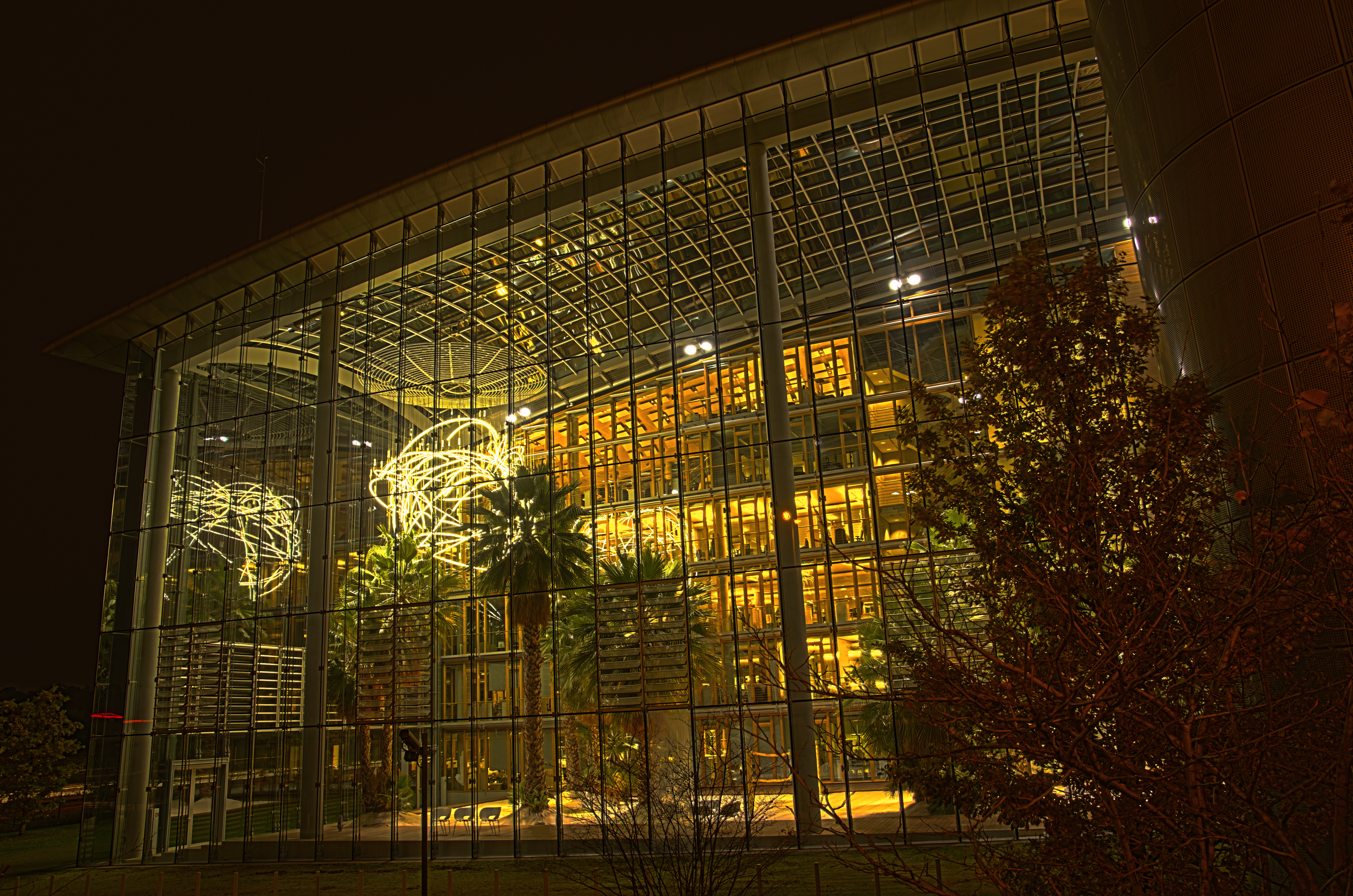
Sediul Lufthansa Aviation Center

Conducerea concernului este alcătuită din patru subunități: 
- Conducerea generală a concernului
- Conducerea Lufthansa Passage
- Conducerea finanțelor
- Conducerea companiilor subsidiare și a politicii de personal a întregului concern

CEO al Deutsche Lufthansa AG este începând cu data de 1 ianuarie 2011 Christoph Franz. Sediul concernului este în orașul Köln. Totuși coordonarea concernului se face din noul sediu Lufthansa Aviation Center de lângă Aeroportul Frankfurt (inaugurat în 2005). De acolo se conduc toate diviziile concernului.
Structura de bază a concernului, cu ocupație primară transportul de călători, este împărțită în 5 subdiviziuni:
- Transportul de pasageri
- Logistică
- Tehnică
- Catering
- Servicii IT

Pe lângă acestea  concernul mai administrează și alte companii subsidiare de servicii și finanțe.

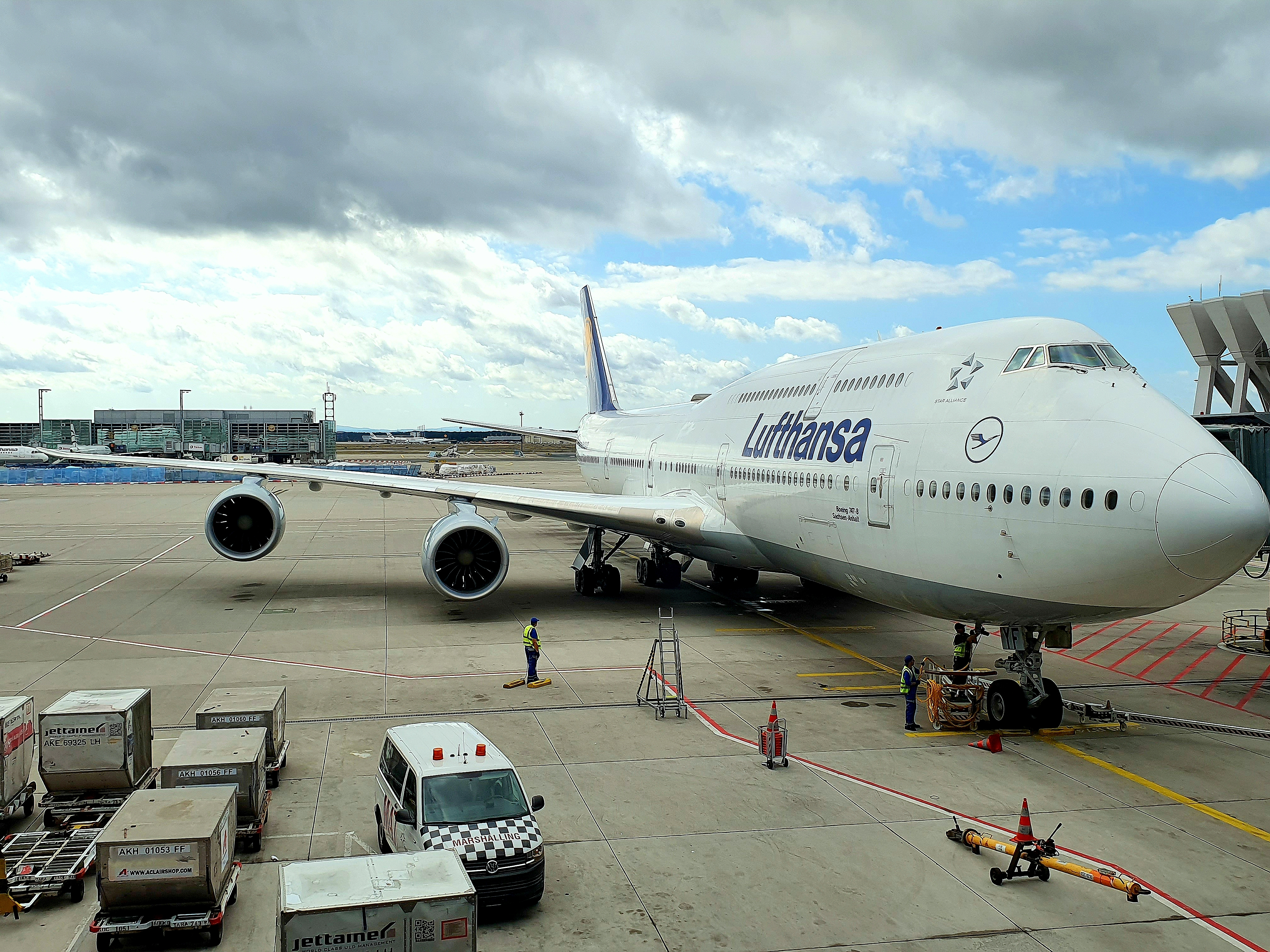

## Domeniile de activitate ale concernului
| Date generale                                          | Date generale |
| ------------------------------------------------------ | --- |
| Nivelul mediu de ocupare al locurilor în avioane       | 77,9 procente (2009) |
| Cantitatea de mărfuri transportată                     | 1,712 milioane de tone (2009) |
| Nivelul de utilizare al spațiilor cargo ale avioanelor | 60,3 procente (2009) |
| Zboruri                                                | 893.235 (2009) |
| Rezultatele concernului                                | - 021 milioane € (2001) - 0717 milioane € (2002) - – 984 milioane € (2003) - 0404 milioane € (2004) - 0453 milioane € (2005) - 0803 milioane € (2006) - 1,655 milioane € (2007) - 0542 milioane € (2008) - – 34 milioane € (2009) - 1,131 milioane € (2010) - – 13 milioane € (2011) |

### Transport de pasageri

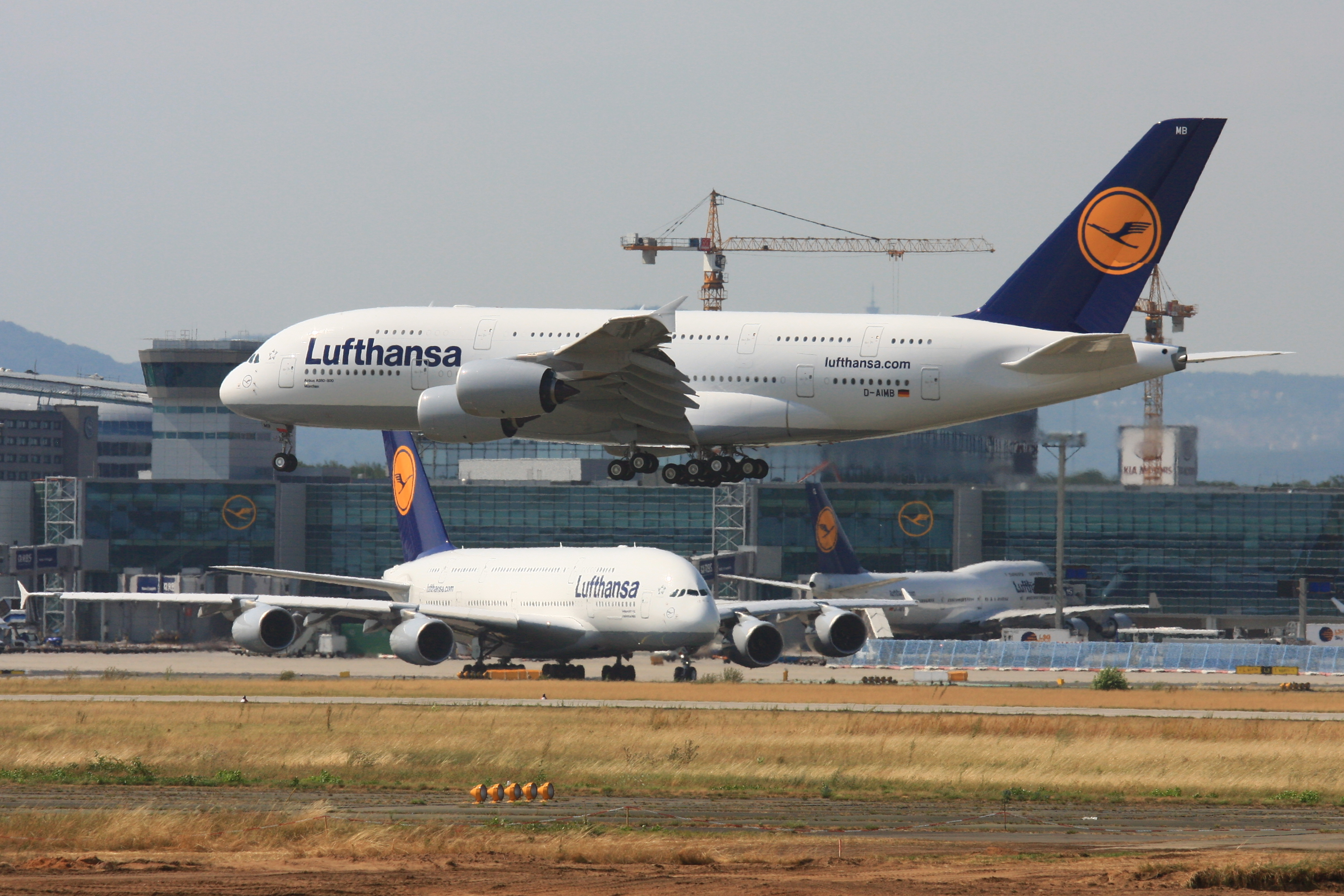
Un Airbus A380 al Lufthansa

Transportul de pasageri reprezintă conform datelor de pe 31 decembrie 2009 75,38 de procente cifra de afaceri a concernului. La acest procent își aduc contribuția și companiile subsidiare.
Compania aeriană cunoscută ca „Lufthansa“ (numele din interiorul concernului: Lufthansa Passage Airlines) este cea mai mare dintre companiile aparținând concernului Deutsche Lufthansa AG. De la 1 Julie 2007 concernul Lufthansa deține integral compania aeriană Swiss International Air Lines. Anterior acestei date, concernul Lufthansa avea o participație de 49 procente la Swiss International Air Lines datorită unor probleme juridice în domeniul aeronautic între Statul Federal German și Elveția. Celălalte 51 de procente aparțineau fundației elvețiene Almea datorită faptului că în legea elvețiană era prevăzut ca acționarul majoritar să fie cetățean al Elveției.  Cu toate acestea Deutsche Lufthansa AG a avut încă de pe atunci influență asupra deciziilor ce priveau planul operativ al Swiss.

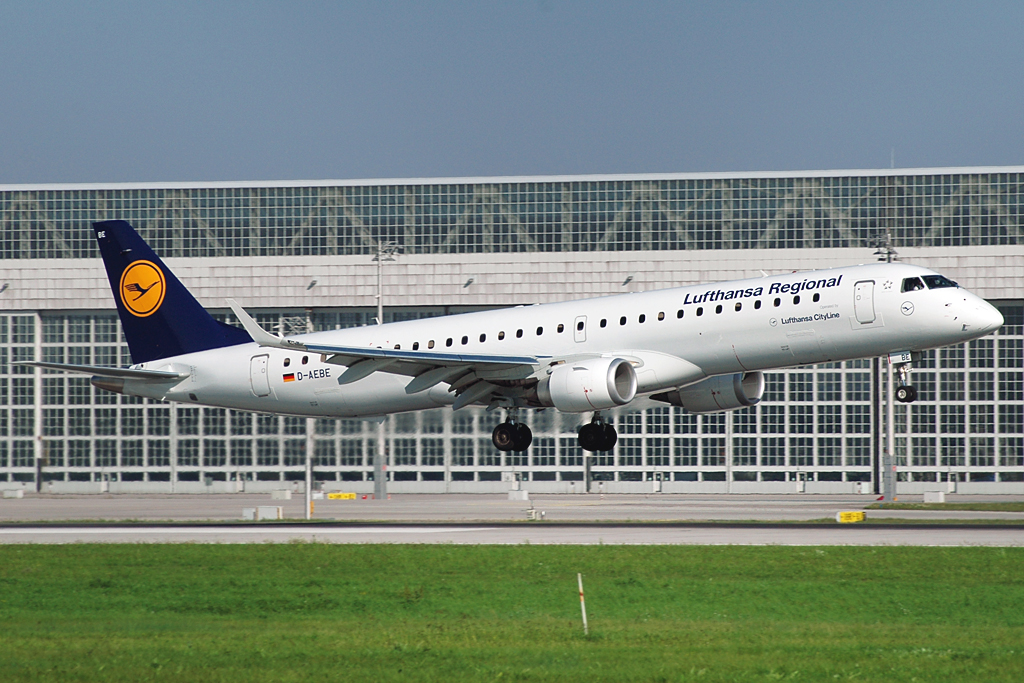
Un avion Embraer 190 al Lufthansa CityLine în schema de colorare a Lufthansa Regional

Concernul Lufthansa are o participațiune de 49 procente la Eurowings Luftverkehrs AG. Datorită înțelegerilor cu acționarul majoritar al Eurowings, Albrecht Knauf, concernul Lufthansa a putut să mai preia încă 1,0001 procente din dreptul de decizie în cadrul Eurowings Luftverkehrs AG, astfel încât acesta are rol decizional principal în cadrul companiei. În octombrie 2008 fusese făcut cunoscut faptul că Deutsche Lufthansa AG va prelua și restul de  50,9 procente ale Eurowings la 31 decembrie 2008, însă tranzacția nu s-a mai realizat.
La începutul lunii decembrie 2008 Deutsche Lufthansa AG a anunțat preluarea companiei Austrian Airlines, preluare care a devenit oficială la data de 3 septembrie 2009.
La 1 ianuarie 2009 a avut loc cumpărarea Germanwings GmbH de către Lufthansa Commercial Holding.
Eurowings este de asemenea membră a concernului Lufthansa sub marca Lufthansa Regional, o alianță formată în acest moment din cinci companii aeriene regionale. Celelalte patru subsidiare ale Deutsche Lufthansa AG aparțin exclusiv concernului. Acestea sunt Lufthansa CityLine, Air Dolomiti, Augsburg Airways și Contact Air. Concernul Lufthansa are o participație de aproximativ 20 de procente la compania aeriană luxemburgheză Luxair.
| Regiune           | Participație la transportul aerian în 2008 | Participație la transportul aerian în 2009 |
| ----------------- | ------------------------------------------ | ------------------------------------------ |
| Europa            | 47,1                                       | 48,1                                       |
| America de nord   | 22,5                                       | 20,9                                       |
| Asia/Pacific      | 19,3                                       | 18,4                                       |
| Africa            | 4,3                                        | 4,9                                        |
| America de Sud    | 3,7                                        | 3,6                                        |
| Orientul Mijlociu | 3,1                                        | 4,1                                        |

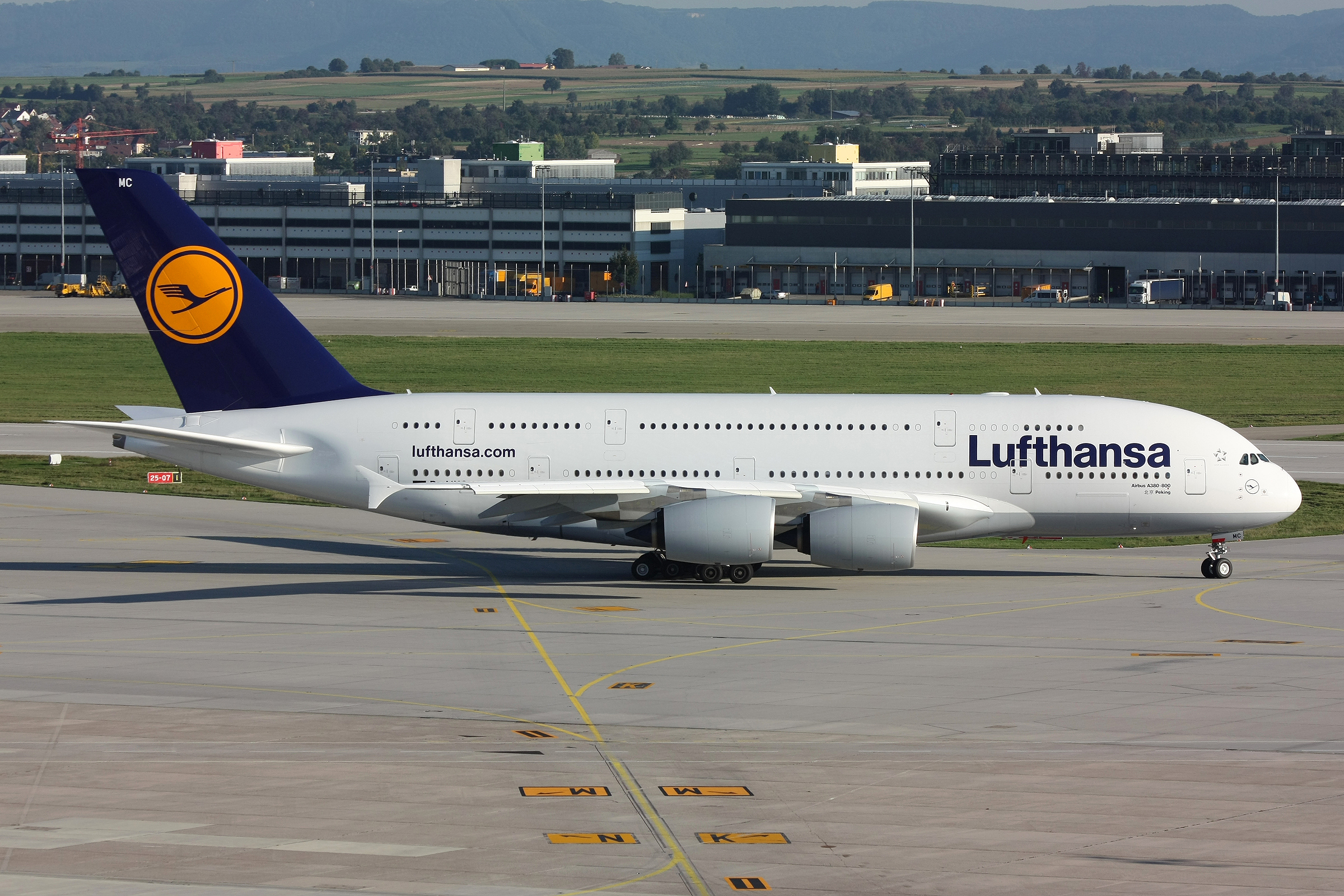

La data de 13 decembrie 2007 Deutsche Lufthansa AG a făcut cunoscut faptul că a obținut o participație de 19 procente la JetBlue Airways. Cumpărarea celor 42 de milioane de acțiuni reprezentând 19 procente din compania JetBlue Airways s-a finalizat în primul cvartal al anului 2008. Cu aceasta Lufthansa a obținut un loc în consiliul de conducere al JetBlue. Cu această achiziție Deutsche Lufthansa AG face concurență directă partenerilor Star-Alliance (în special pe coasta de est a SUA.
La data de 15 septembrie 2008 Deutsche Lufthansa AG face cunoscut faptul că va prelua o participațiune de 45  de procente a companiei aeriene Brussels Airlines. Conducerea Lufthansa planificase cumpărarea celorlalte 55 de procente Brussels Airlines contra sumei de 65 milioane Euro, tranzacția neefectuându-se însă până în august 2012
La data de 30 octombrie 2008 Deutsche Lufthansa AG face cunoscut faptul că a preluat 80 de procente din compania aeriană British Midland Airways. Restul de 20 de procente au fost preluate de către Deutsche Lufthansa AG de la SAS Scandinavian Airlines la data de 1 noiembrie 2009. În noiembrie 2011 datorită rezultatelor slabe ale BMI, Deutsche Lufthansa AG anunță vânzarea companiei către International Airlines Group, compania deținătoare a British Airways.
Deutsche Lufthansa AG deține de asemenea 50 de procente din compania turcă de zboruri turistice SunExpress (restul de 50 de procente aparținând Turkish Airlines). Participația s-a dovedit însă de asemenea păguboasă pentru Lufthansa.